# Falces (Navarra)
Falces (baskisch Faltzes) ist ein Ort und eine Gemeinde (municipio) mit 2.353 Einwohnern (Stand: 2024) in der autonomen Gemeinschaft Navarra im Norden von Spanien.

## Lage und Klima
Falces liegt auf einer Anhöhe am Río Arga in ca. 295 m Höhe und ist ca. 70 km (Fahrtstrecke) in südsüdwestlicher Richtung von der Regionalhauptstadt Pamplona entfernt. Das Klima ist gemäßigt bis warm; Regen (ca. 546 mm/Jahr) fällt übers Jahr verteilt.

## Bevölkerungsentwicklung
| Jahr      | 1970 | 1981 | 1991 | 2001 | 2011 | 2021 |
| Einwohner | 3139 | 2938 | 2738 | 2569 | 2637 | 2316 |

## Sehenswürdigkeiten
- Marienkirche
- Salvatorkapelle

## Persönlichkeiten
- Urbán de Vargas (1606–1656), Musiker und Kapellmeister
- Matías Durango (1636–1698), Musiker und Kapellmeister
- Pedro Iturralde (1929–2020), Musiker und Komponist
- María Ángeles Mezquíriz Irujo (* 1929), Archäologin